# Holographis lizethae
Holographis lizethae är en akantusväxtart som beskrevs av Neusa Diniz da Cruz, J.Jiménez Ram.. Holographis lizethae ingår i släktet Holographis och familjen akantusväxter. Inga underarter finns listade i Catalogue of Life.